# Andrea Sachs
Andrea "Andy" Sachs er en fiktiv person i bogen The Devil Wears Prada og filmen af samme navn, hvor hun spilles af Anne Hathaway.

## Karriere
Andy er en ung pige, som lige har afsluttet sin journalisteksamen ved Northwestern University. Hun er flyttet til New York i håbet om at få job som redaktør for et af de store dagblade såsom The New Yorker eller Vanity Fair. I denne forbindelse har hun søgt job overalt, og er efter mange forgæves forsøg blevet kaldt til samtale hos redaktøren for magasinet Runway, Miranda Priestly. På trods af Andreas manglende viden om modeverdenen (citat:"Hvad får dig til at tro at jeg ikke er interesseret i mode?") får hun det af mange eftertragtede job som Mirandas assistent, hvilket ikke er et journalistjob, men et skridt på vejen dertil. I håb om et bedre job arbejder Andy meget hårdt, men får ingen anerkendelse fra Miranda før hun begynder at ændre sin garderobe og deraf sin personlighed. På sin vej mod en mere modebevidst holdning får hun god hjælp af kollegaen Nigel.

## Biografi
Hendes forældre bor i Cincinnati i Ohio, USA. Hun har en kæreste, som hedder Nate og to gode venner, Doug og Lily, som hun har kendt i 16 år. Hun bor i en lille lejlighed på Orchard street sammen med Nate.
Før hun flyttede til New York var hun redaktør og skribent for sit universitets skoleblad og vandt priser for de artikler, hun lavede.